# هنري باول (مغني)
هنري باول (بالإنجليزية: Henry Paul)‏ هو مغني وكاتب أغاني أمريكي، ولد في 25 أغسطس 1949 في كينغستون في الولايات المتحدة.